# El Choclo

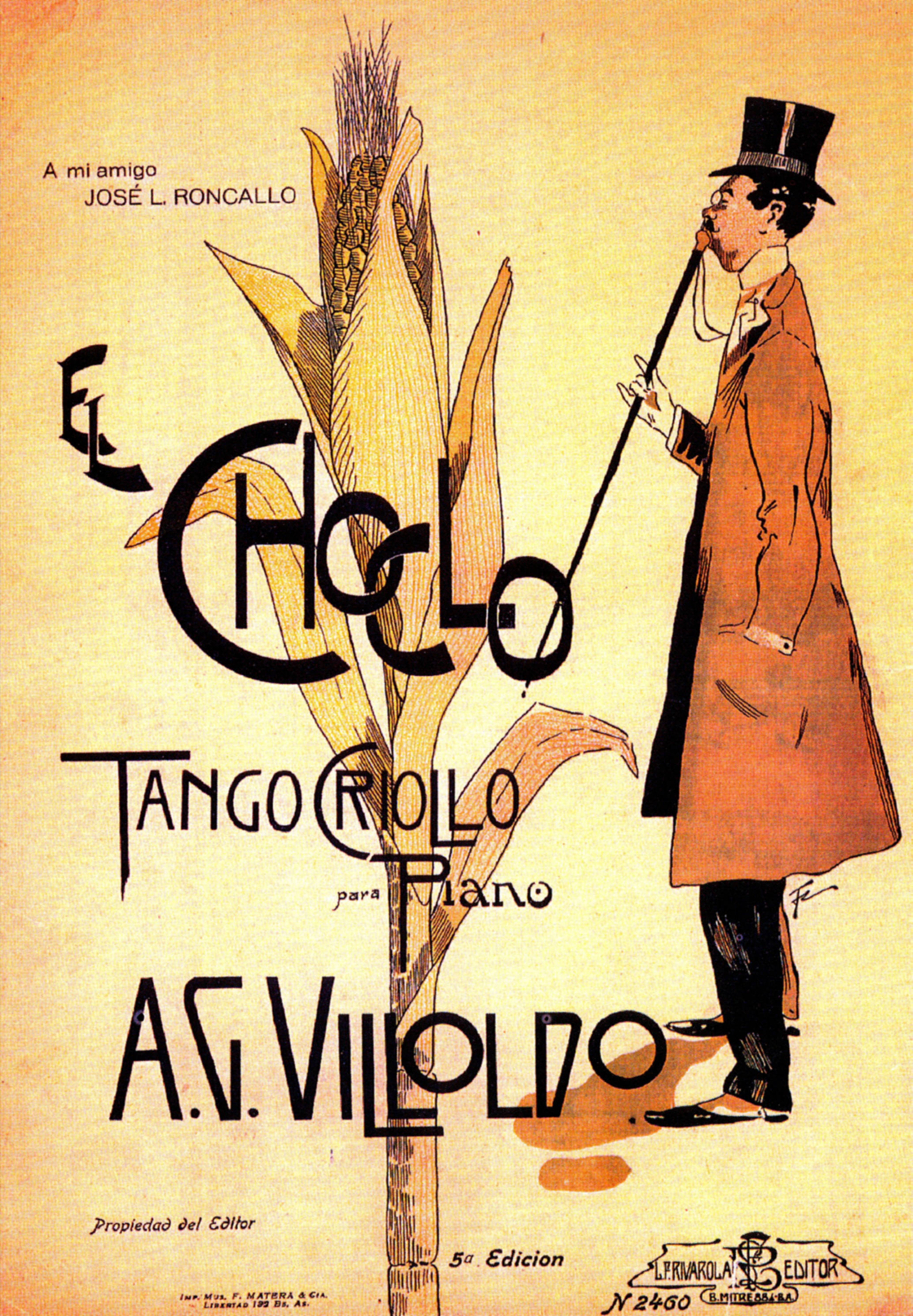

El Choclo – jedno z najsłynniejszych tang argentyńskich, skomponowane przez młodego, nieznanego wówczas kompozytora Ángela Villoldo w 1905 roku. 

## Historia utworu
Historia El Choclo związana jest z ekskluzywną restauracją Ristorane Americano, w której publiczność z wyższych sfer spotykała się, by słuchać znanego wówczas pianisty Jose Luisa Roncallo, grającego w towarzystwie klasycznej orkiestry. Młody, nieznany nikomu kompozytor Ángel Villoldo, pokazał skomponowane przez siebie nuty tanga pianiście, który początkowo niechętny, ostatecznie zdecydował się na jego publiczną prezentację. Dla tanga kompozytor zaproponował nazwę El Choclo (co w swobodnym przekładzie oznacza kolbę kukurydzy). Istnieje również anglojęzyczny tytuł The kiss of fire (Pocałunek ognia), pochodzący z jednego z amerykańskich plagiatów utworu.

Prawykonanie, pod kierunkiem Jose Luisa Roncallo, odbyło się w restauracji Ristorane Americano w Buenos Aires, pod koniec 1905 roku. 

## Charakter utworu
"El Choclo" jest typowym tangiem argentyńskim. Wykonywanym zazwyczaj z zastosowaniem ostrego, synkopowanego rytmu. Słowa do muzyki napisał sam kompozytor. Jednak były one kilkakrotnie modyfikowane, a nawet zmieniane przez kilku autorów. 

## Tekst utworu
Istnieje kilka wersji słów do tanga El Choclo. Jedna z nich jest tekstem oryginalnym napisanym przez kompozytora w 1903 roku. Tekst ten jednak nie zdobył większej popularności i często zastępowany był tekstami innych autorów.   

### Tekst oryginalny Ángela Villoldo
De un grano nace la planta

que más tarde nos da el choclo
 
por eso de la garganta
 
dijo que estaba humilloso.
 
Y yo como no soy otro
 
más que un tanguero de fama

murmuro con alborozo
 
está muy de la banana.
 
Hay choclos que tienen
 
las espigas de oro
 
que son las que adoro
 
con tierna pasión,
 
cuando trabajando
 
llenito de abrojos
 
estoy con rastrojos
 
como humilde peón.
 
De lavada enrubia
 
en largas quedejas
 
contemplo parejas
 
si es como crecer,
 
con esos bigotes
 
que la tierra virgen
 
al noble paisano
 
le suele ofrecer.
 
A veces el choclo
 
asa en los fogones
 
calma las pasiones
 
y dichas de amor,
 
cuando algún paisano
 
lo está cocinando
 
y otro está cebando
 
un buen cimarrón.
 
Luego que la humita
 
está preparada,
 
bajo la enramada
 
se oye un pericón,
 
y junto al alero,
 
de un rancho deshecho
 
surge de algún pecho
 
la alegre canción.

### Tekst Juana Carlosa Marambio Catán
Vieja milonga
  
que en mi horas de tristeza,
 
traes a mi mente
  
tu recuerdo cariñoso
 
y encadenandome a tus notas
 
dulcemente,
  
siento que el alma
  
se me encoje poco a poco.
  
Hoy que los años
  
han blanqueado ya mis sienes,
 
tango querido,
  
viejo tango que me embarga,
  
con la cadencia
  
de su musica sentida,
  
recuerdo aquella epoca,
  
tan linda que se fue.

### TekstEnrique Santosa Discépolo
Con este tango que es burlón y compadrito

se ató dos alas la ambición de mi suburbio;

con este tango nació el tango, y como un grito

salió del sórdido barrial buscando el cielo;

conjuro extraño de un amor hecho cadencia

que abrió caminos sin más ley que la esperanza,

mezcla de rabia, de dolor, de fe, de ausencia

llorando en la inocencia de un ritmo juguetón.

Por tu milagro de notas agoreras

nacieron, sin pensarlo, las paicas y las grelas,

luna de charcos, canyengue en las caderas

y un ansia fiera en la manera de querer...

Al evocarte, tango querido,

siento que tiemblan las baldosas de un bailongo

y oigo el rezongo de mi pasado...

Hoy, que no tengo más a mi madre,

siento que llega en punta 'e pie para besarme

cuando tu canto nace al son de un bandoneón.

Carancanfunfa se hizo al mar con tu bandera

y en un pernó mezcló a París con Puente Alsina.

Triste compadre del gavión y de la mina 

y hasta comadre del bacán y la pebeta.

Por vos shusheta, cana, reo y mishiadura

se hicieron voces al nacer con tu destino...

Misa de faldas, querosén, tajo y cuchillo,

que ardió en los conventillos y ardió en mi corazón.